# Kelet-Uusimaa
Kelet-Uusimaa (finnül: Itä-Uusimaa; svédül: Östra Nyland) Finnország egyik régiója volt. 2011. január 1-jével összevonták Uusimaával. Uusimaával, Päijänne Tavastiával, és Kymenlaaksóval volt határos.

## Történelmi tartományok
Történelmét, földrajzát és kultúráját a Nyland tartomány cikk részletezi.

## Települései
Kelet-Uusimaában hét település olt. A városok a listában félkövérrel szerepelnek. Első helyen a településben többségében (vagy kizárólaosan) beszélt nyelven szerepel a neve, utána zárójelben az ország másik hivatalos nyelvén olvasható a megnevezés.
| Porvoo alrégió: - Askola - Myrskylä (Mörskom) - Pukkila (Buckila) - Porvoo (Borgå) - Sipoo (Sibbo) | Loviisa alrégió: - Lapinjärvi (Lappträsk) - Loviisa (Lovisa) |